# Rassemblement Constitutionel Démocratique
Den konstitutionelle demokratiske samling (arabisk: التجمع الدستوري الديمقراطي; at-Taǧammu‘ ad-Dustūrī ad-Dīmuqrāṭī; fransk: Rassemblement Constitutionel Démocratique, RCD) var et socialistisk og nationalistisk tunesisk parti. Det efterfulgte præsident Ḥabīb Būrqībahs partier Néo-Destour (1934–64) og Parti socialiste destourien (1964–88), og blev grundlagt af Zayn al-‘Ābidīn bin ‘Alī den 27. februar 1988. Under bin 'Alī var RDC Tunesiens dominerende parti, og vandt en række udemokratiske valg i perioden fra 1988 til bin ‘Alī blev styrtet 14. januar 2011 under Jasminrevolutionen. Mohamed Ghannouchi var partiet sidste viceformand og i flere år statsminister under præsident bin ‘Alī, men 18. januar forlod han partiet, som blev opløst 9. marts 2011. 
| Politik | Spire Denne artikel om politik og ideologi er en spire som bør udbygges. Du er velkommen til at hjælpe Wikipedia ved at udvide den. |